# Apofènia
L'apofènia és un biaix cognitiu que provoca que es vegin significats ocults en ordenacions aleatòries d'esdeveniments i dades. El terme va ser encunyat pel psiquiatra alemany Klaus Conrad a la seva publicació del 1958 sobre els estats inicials de l’esquizofrènia, anomenant-lo Apophänie a partir del verb grec ἀποφαίνειν (apophaínein, “decidir”). La va definir com una “percepció immotivada de relacions [acompanyada de] d’una sensació abnormal de sentit”. Va descriure les primeres etapes del pensament delirant com a sobreinterpretacions autoreferencials de les percepcions sensorials reals, en oposició a les al·lucinacions.
Un cas particular d’apofènia és la pareidolia, que és la capacitat de trobar formes habitualment visuals en situacions concretes. També s'utilitza aquesta noció per explicar la tendència a creure en la teoria de la conspiració, per la que es detecten patrons perversos en incidents aleatoris o inconnexos. Per exemple, davant d’una sèrie de fenòmens aparentment inexplicables, és més fàcil pensar que hi ha un poder amagat que els ordena que no admetre l'atzar.